# Dschubba
Dschubba, eller Delta Scorpii (δ Scorpii, förkortat Delta Sco, δ Sco) som är stjärnans Bayerbeteckning, är en dubbelstjärna (närvaron av en tredje stjärna i konstellationen diskuteras fortfarande (2016)) belägen i nordvästra delen av stjärnbilden Skorpionen. Den har en genomsnittlig skenbar magnitud på ungefär 2,307 och är tillräckligt ljus för att kunna ses med blotta ögat. Baserat på parallaxmätningar befinner den sig på ett avstånd av ca 470 ljusår (145 parsec) från solen.

## Nomenklatur
Konstellationens två komponenter betecknas Delta Scorpii A och B.
Delta Scorpii bär det traditionella namnet Dschubba. År 2016 organiserade Internationella astronomiska unionen en arbetsgrupp för stjärnnamn (WGSN) med uppgift att katalogisera och standardisera riktiga namn för stjärnor. WGSN godkände namnet Dschubba för Delta Scorpii A den 21 augusti 2016 och detta är nu inskrivet i IAU Catalog of Star Names.

## Egenskaper
Primärstjärnan, Delta Scorpii A, är en underjätte av spektralklass B omgiven av en skiva av material som spunnits av den snabbt roterande stjärnan. Den sekundära, Delta Scorpii B, som verkar vara en normal stjärna i huvudserien av spektralklass B, kretsar runt den i en mycket långsträckt elliptisk bana och med en omloppstid på 10,5 år. Det har rapporterats att Delta Scorpii A är en mycket nära spektroskopisk dubbelstjärna, men det verkar inte vara fallet. Den användes tidigare som spektroskopisk standard för B0 IV-klassificeringen, men anses nu vara för ovanlig och variabel.

### Variabilitet
Delta Scorpii A är en variabel stjärna liknande Gamma Cassiopeiae. Denna typ av stjärna visar oregelbundna långsamma ljushetsvariationer av några hundradelar av en magnitud på grund av material som omger stjärnan. 
I juni 2000 observerades Delta Scorpii av Sebastian Otero med att vara 0,1 magnitud ljusare än normalt. Dess ljusstyrka har varierat sedan dess och har nått upp till nivå minst 1,6, vilket förändrar Skorpionens välkända utseende. Spektra som tagits efter att utbrottet började har visat att stjärnan avger lysande gaser från dess ekvatoriella region. Följeslagaren passerade nära huvudstjärnan år 2011, vilket resulterade i att stjärnan kom upp till magnitud på 1,65 mellan 5 och 15 juli 2011.